# Troglohyphantes albicaudatus
Troglohyphantes albicaudatus là một loài nhện trong họ Linyphiidae.
Loài này thuộc chi Troglohyphantes. Troglohyphantes albicaudatus được Robert Bosmans miêu tả năm 2006.